# Peter Howitt (nationalekonom)
Peter Howitt, född 31 maj 1946, är en kanadensisk nationalekonom.
Han är professor vid Brown University och är sedan 1992 medlem i Royal Society of Canada. Howitts forskning har kretsat kring tillväxtteori och "kreativ förstörelse" som innebär att etablerade företag eller monopol kan få ge vika till följd av teknologiska förändringar eller entreprenörsdrivna innovationer.